# 普鲁茨
普鲁茨是奥地利蒂罗尔州兰德克县的一个市镇。总面积9.74平方公里，总人口1788人，人口密度183.6人/平方公里（2005年）。